# La Nuit des enfants rois
La Nuit des enfants rois est un roman de Bernard Lenteric paru en 1981.

## Résumé
Dans les années 1970 aux États-Unis, une multinationale informatique charge un de ses informaticiens les plus doués, Jimbo Farrar, de mettre au point et de surveiller les résultats d'un programme destiné à découvrir des surdoués parmi de jeunes enfants et à leur proposer une bourse d'études dans quelques années. Étant lui-même surdoué, Jimbo est peu enthousiaste, mais son intérêt s'aiguise quand il découvre que sept enfants dispersés aux quatre coins des États-Unis et ne se connaissant pas ont envoyé en même temps une série semblable de points et de traits : en réunissant les sept dessins sur un même écran la phrase « Où êtes-vous ? » apparaît. Jimbo part rencontrer chacun des sept enfants et constate que chacun est doué d'une intelligence et d'une précocité hors du commun et que les enfants sont déjà conscients d'être à part.
Dix ans plus tard, les sept adolescents, six garçons et une fille, sont réunis avec d'autres pour bénéficier d'une bourse d'études. Exhibés presque comme des monstres de foire, les sept génies n'en sont pas moins ravis de se rencontrer. Lors d'une sortie nocturne à Central Park, ils sont agressés et subissent des violences sexuelles. Les sept ne formant en fait qu'un seul esprit s'enferment alors dans une spirale de folie meurtrière dont les premiers à pâtir seront les responsables de la multinationale informatique. Jimbo Farrar comprend tout de suite que les adolescents sont responsables de ces homicides mais les comprenant bien mieux que les adolescents l'imaginent, il hésite : doit-il être de leur côté ou les dénoncer ?

## Adaptation
Le livre a été adapté en film d'animation en 2011 : The Prodigies.